# Ludwig Buchholz

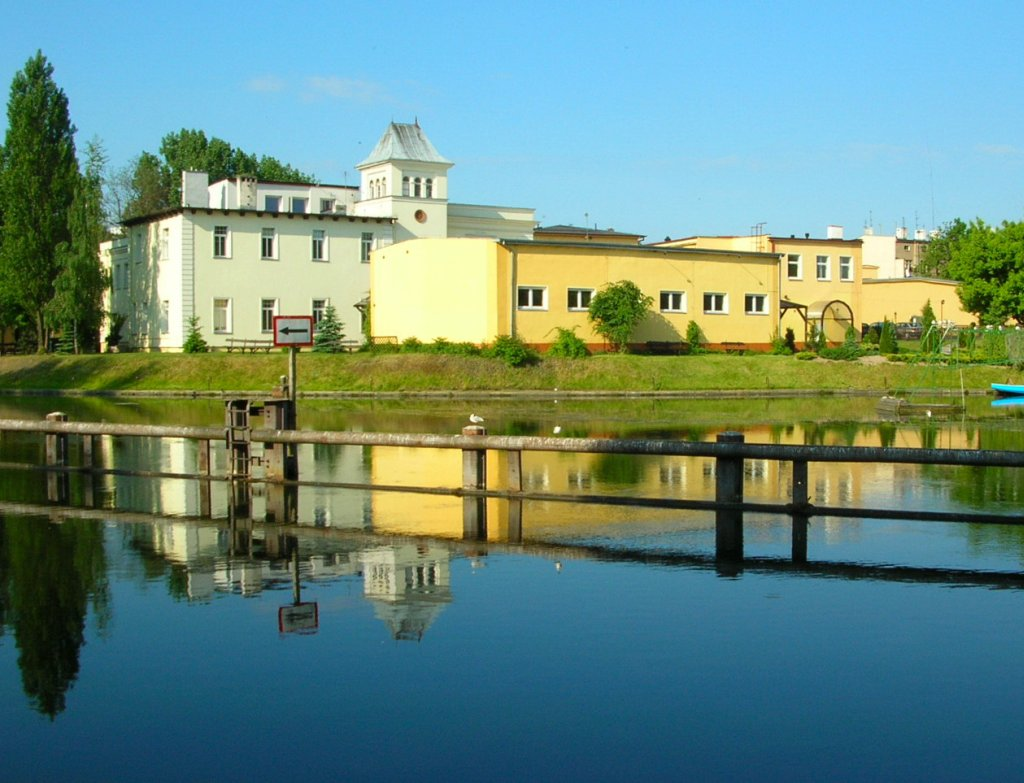
Garbarnia Buchholza założona przez właściciela w 1845 r. przy ul. Garbary nad Brdą (widok obecny budynku administracyjnego)

Ludwig Casimir Buchholz (ur. 1822 w Koronowie, zm. 1900 w Bydgoszczy) – radny Bydgoszczy, radca magistratu, radca komercjalny, założyciel i właściciel garbarni Buchholza.

## Życiorys
Urodził się 4 marca 1822 r. w Koronowie. Był synem Carla i jego drugiej żony Ewy z d. Szukalskiej. Uczył się rzemiosła garbarskiego. Jako młody czeladnik objechał całe Niemcy i kilka państw ościennych, aby doskonalić się w obranym fachu. Po przyjeździe do Bydgoszczy, 23 lutego 1845 r., założył niewielką garbarnię typu rzemieślniczego przy ul. Jezuickiej. Zatrudniał wówczas jedynie dwóch ludzi. Głównym zajęciem było wyprawianie bydlęcych skór, pochodzących przede wszystkim z Niemiec. Produkcja nie przekraczała 100 sztuk rocznie. Do 1855 r. uzyskał uprawnienia mistrzowskie w zawodzie garbarskim. Dwukrotnie brał udział w bydgoskich wystawach przemysłowych: w 1855 i 1868 r.
Rozwój przedsiębiorstwa spowodował, że właściciel przeniósł produkcję do budynku przy ul. Przyrzecze, nad Młynówką, a w 1861 r. nabył kilka parceli w zakolu Brdy w okolicach ul. Garbary i Artura Grottgera z przeznaczeniem pod budowę od podstaw dużej fabryki skór.
Pierwsze budynki na tym terenie powstały w 1862 r. (w tym willa właściciela), a w końcu XIX wieku garbarnia była już dużym, zmechanizowanym przedsiębiorstwem typu kapitalistycznego, zatrudniającym 170 osób i przerabiającym 140 tys. skór rocznie.
Ludwig Buchholz dbał o pracowników swojej firmy, postawił dla nich budynek mieszkalny, a w 1895 r. w 50-lecie założenia firmy ufundował dla najstarszych z nich znaczące nagrody pieniężne. Wówczas też ofiarował miastu Bydgoszczy fundusz w wysokości 10 tys. marek. Odsetki z tej sumy corocznie przeznaczano na pomoc najuboższym w okresie Świąt Bożego Narodzenia.
Sukces ekonomiczny, który stał się udziałem garbarni Buchholza był źródłem kariery społecznej i politycznej Ludwiga Buchholza. Od 1858 r. przez trzy kadencje był członkiem Rady Miejskiej Bydgoszczy. W latach 1874–1891 był członkiem magistratu. Przez 34 lata działalności w administracji i miejskiej pracował w rozmaitych komisjach i deputacjach. Najaktywniejszy był w komisji wymiaru podatku dochodowego oraz dyrekcji ds. ubogich. Był także członkiem zarządów kilku zakładów opiekuńczo-charytatywnych funkcjonujących w mieście. Działał również w przedstawicielskich organach samorządu terytorialnego jako poseł do Sejmu Prowincjalnego w Poznaniu i deputowany do bydgoskiego Sejmiku Powiatowego. W opinii społeczeństwa Bydgoszczy uchodził za wybitnego przemysłowca oraz rozważnego społecznika.
Zmarł 25 maja 1900 r. w Bydgoszczy. Za swoją działalność gospodarczą i publiczną został uhonorowany godnością radcy komercjalnego (1872) oraz udekorowany Orderem Czerwonego Orła IV klasy (1895).

## Rodzina
Pierwszą żoną Ludwiga Buchholza była Louise Wilhelmine Moelke, wdowa po zmarłym bracie. W jego domu wychowywały się dwie bratanice: Agnes Amalie (ur. 1839) i Minna Caroline (ur. 1842). Miał też ośmioro własnych dzieci: Klarę Marię (ur. 1845), Rudolpha Carla Franza (ur. 1848), Ottona Johanna Heinricha (ur. 1850), Berthę Annę Wilhelminę (ur. 1851), Helenę Wilhelminę Annę (ur. 1852), Hermanna Ludwiga Carla (ur. 1853), Idę Marię (ur. 1857) i Emmę Wilhelminę (ur. 1858).
Drugą żoną Buchholza była wdową, Sophie Schoenemann Weiss (zw. małżeński 1868), która zmarła w 1897 r. w Rzędzinach.